# Jon Stewart
Jon Stewart, pseudonimo di Jonathan Stuart Leibowitz (Trenton, 28 novembre 1962), è un conduttore televisivo, regista, comico, attore, umorista, produttore cinematografico, attivista, commentatore e scrittore statunitense, vincitore di ben 22 Emmy Awards su un totale di 49 candidature.

## Biografia
Stewart presentava lo spettacolo satirico-politico The Daily Show (1999-2015), in cui attirava l'attenzione contro il potere e le manipolazioni dei media ufficiali. È famoso anche per aver condotto due volte la cerimonia della consegna degli Oscar, nel 2006 e nel 2008. A lui si è ispirato Bassem Youssef per l'omonimo programma egiziano Al Bernameg.
Durante la sua permanenza al Daily Show, Stewart ha sovente criticato giornalisti ed emittenti d'informazione. In particolare, ha accusato Fox News di distorcere le notizie per favorire i conservatori. Ad esempio ha fatto notare come nel 2009 l'emittente avesse utilizzato immagini di un convegno del Tea Party di qualche anno prima per dare l’impressione che l’evento avesse più partecipanti di quanto in realtà avvenuto.

## Filmografia parziale

### Attore
- The Faculty, regia di Robert Rodriguez (1998)
- Scherzi del cuore (Playing by Heart), regia di Willard Carroll (1998)
- Big Daddy - Un papà speciale (Big Daddy), regia di Dennis Dugan (1999)
- Lui, lei e gli altri (Committed), regia di Lisa Krueger (2000) – non accreditato
- Jay & Silent Bob... Fermate Hollywood! (Jay and Silent Bob Strike Back), regia di Kevin Smith (2001)
- Eliminate Smoochy (Death to Smoochy), regia di Danny DeVito (2002)
- I Simpson, episodio 19x10 (2008) - voce
- Tickling Giants, se stesso (2016)

### Regista e sceneggiatore
- Rosewater (2014)
- Irresistibile (Irresistible) (2020)

### Doppiatore
- IF - Gli amici immaginari (IF), regia di John Krasinski (2024)

## Doppiatori italiani
Nelle versioni in italiano delle opere in cui ha recitato, Jon Stewart è stato doppiato da:
- Roberto Gammino in Agenzia salvagente
- Massimo De Ambrosis in Big Daddy - Un papà speciale
- Gaetano Varcasia in Eliminate Smoochy
- Roberto Draghetti in Scherzi del cuore
- Alessandro Budroni in iZombie
- Antonio Palumbo in The Faculty
- Michele Cucuzza in Jay & Silent Bob... Fermate Hollywood!

Da doppiatore è sostituito da:
- Emilio Fede ne I Simpson